# Louis-Gustave Binger
Louis-Gustave Binger, född 14 oktober 1856 i Strasbourg, död 10 november 1936 i L'Isle-Adam, var en fransk officer, som gjorde anspråk på Elfenbenskusten.
Binger företog som ung officer flera resor till Senegambien och Sudan, under vilka han utförde topografiska arbeten och studerade 
språk. År 1887 anträdde han från Bammako vid övre Niger en resa till Grand Bassam på Elfenbenskusten, dit han ankom 1889. På denna resa kom Binger genom för västerlänningar alldeles obekanta trakter, bland annat till staden Kong, och ingick traktater med hövdingar, varigenom Frankrikes överhöghet vidgades över betydliga sträckor. Resans väsentligaste och viktigaste resultat var att Kongbergen, som länge framställts på kartorna, inte existerar och att Volta och Comoé är betydande floder, som har sina källor långt inne i landet. Hans resebeskrivning Du Niger au Golfe de Guinée par le pays de Kong et le Mossi 1887–89 (2 band, 1891) är rik på meddelanden om de besökta trakterna och deras invånare. Geografiska sällskapet i Paris belönade honom med sin stora guldmedalj. I början av 1892 ställdes Binger, som blivit utnämnd till guvernör på Elfenbenskusten, i spetsen för den franska avdelningen av en brittisk-fransk gränsregleringskommission i dessa trakter och besökte åter Kong. Samma år tilldelades honom Vegamedaljen. Binger utgav, utöver ovannämnda skrift, bland annat Esclavage, islamisme et christianisme (1891).